# Tenuipalpus mansoni
Tenuipalpus mansoni är en spindeldjursart som beskrevs av De Leon 1965. Tenuipalpus mansoni ingår i släktet Tenuipalpus och familjen Tenuipalpidae. Inga underarter finns listade i Catalogue of Life.